# هانا مک‌کی
هانا مک‌کی (به انگلیسی: Hannah McKay) یک شخصیت خیالی با بازی ایوان استراهاوسکی در فصل هفتم و هشتم مجموعه تلویزیونی دکستر است. او در ابتدا برای کمک به پلیس میامی در پرونده‌ای قدیمی مربوط به یک مجموعه قتل که توسط دوست‌پسرش در آن زمان اتفاق افتاده است، وارد داستان می‌شود و پس از آن وارد رابطه عاطفی با دکستر می‌گردد.

## تاریخچه شخصیت
او در ازای همکاری با پلیس مصونیت قضایی گرفته است. هنگامی که دکستر مورگان متوجه می‌شود خود هانا در قتل‌هایی که دوست‌پسرش در گذشته انجام داده، نقش داشته است، از آنجا که قانون نمی‌تواند هانا را مجازات کند، تصمیم به کشتن هانا می‌گیرد. اما به دلیل علاقه به او از این تصمیم منصرف می‌شود و آن‌ها وارد رابطه‌ای عاشقانه می‌گردند.

## بازخورد
استراهاوسکی برای این نقش جایزه ساترن بهترین بازیگر مهمان در تلویزیون را در سال ۲۰۱۳ برده است.